# Вишка (Афанасьєвський район)
Ви́шка (рос. Вышка) — присілок у складі Афанасьєвського району Кіровської області, Росія. Входить до складу Бісеровського сільського поселення.
Населення становить 9 осіб (2010, 16 у 2002).
Національний склад станом на 2002 рік — росіяни 100 %.